# Liste der Nummer-eins-Hits in Australien (2005)
Diese Liste enthält alle Nummer-eins-Hits in Australien im Jahr 2005. Grundlage sind die Top 50 der australischen Charts der ARIA. Es gab in diesem Jahr 22 Nummer-eins-Singles und 24 Nummer-eins-Alben.

## Singles
| ← 2004 ← | Liste der Nummer-eins-Hits in Australien | Liste der Nummer-eins-Hits in Australien            | Liste der Nummer-eins-Hits in Australien | 2006 →                    |
| \| Zeitraum \| Wo. ges. \| Interpret \| Titel Autor(en) \| Zusätzliche Informationen \| \| (Zeitraum, Wochen auf Platz eins, Interpret, Titel, Autor[en], zusätzliche Informationen) \| \| \| \| \| \| ----------------------------------------------------------------------------------------- \| -------- \| --------------------------------------------------- \| ----------------------------------------------------------------------------------------------------------------------------------------------------------------------------------------------------------------------------------------------------------------------------------- \| ------------------------- \| \| 26. Dezember 2004 – 29. Januar 2005 5 Wochen \| 5 \| Anthony Callea \| The Prayer David W. Foster, Carole Bayer Sager \| – \| \| 30. Januar 2005 – 12. Februar 2005 2 Wochen \| 2 \| Nitty \| Nasty Girl Jeff Barry, Frank L. Ross, Andy Kim \| – \| \| 13. Februar 2005 – 19. März 2005 5 Wochen \| 5 \| Nelly feat. Tim McGraw \| Over and Over James Darrell Hargrove II, Jayson Riley Bridges, Cornell Haynes \| – \| \| 20. März 2005 – 26. März 2005 1 Woche \| 1 \| Brian McFadden & Delta Goodrem \| Almost Here Brian McFadden, Mark Philip Taylor, Paul Michael Barry \| – \| \| 27. März 2005 – 9. April 2005 2 Wochen \| 2 \| Anthony Callea \| Rain / Bridge over Troubled Water Savan Kotecha, Andreas Romdhane, Josef Larossi / Paul Simon \| – \| \| 10. April 2005 – 7. Mai 2005 4 Wochen \| 4 \| Jesse McCartney \| Beautiful Soul Andrew Creighton Dodd, Adam Matthew Watts \| – \| \| 8. Mai 2005 – 21. Mai 2005 2 Wochen \| 2 \| Snoop Dogg feat. Charlie Wilson & Justin Timberlake \| Signs Lonnie Simmons, Rudy Taylor, Charlie Wilson, Calvin Broadus, Chad Hugo, Pharrell L. Williams \| – \| \| 22. Mai 2005 – 28. Mai 2005 1 Woche \| 1 \| Will Smith \| Switch Willard C. Smith, Lennie de Juan Bennett, Kwamé B. Holland \| – \| \| 29. Mai 2005 – 4. Juni 2005 1 Woche (insgesamt 3) \| 3 \| The Black Eyed Peas \| Don’t Phunk with My Heart William Adams, Priese Prince Lamont Board, George Pajon Jr., Kalyanji V. Shah, Anandji V. Shah, Brian P. George, Curtis T. Bedeau, Gerard R. Charles, Hugh L. Clarke, Paul A. George, Lucien J. George Jr., Cleveland Bell IV, Victor May, Stacy Ferguson \| – \| \| 5. Juni 2005 – 11. Juni 2005 1 Woche \| 1 \| Gwen Stefani \| Hollaback Girl Gwen Renee Stefani, Pharrell L. Williams \| – \| \| 12. Juni 2005 – 25. Juni 2005 2 Wochen (insgesamt 3) \| 3 \| The Black Eyed Peas \| Don’t Phunk with My Heart William Adams, Priese Prince Lamont Board, George Pajon Jr., Kalyanji V. Shah, Anandji V. Shah, Brian P. George, Curtis T. Bedeau, Gerard R. Charles, Hugh L. Clarke, Paul A. George, Lucien J. George Jr., Cleveland Bell IV, Victor May, Stacy Ferguson \| – \| \| 26. Juni 2005 – 2. Juli 2005 1 Woche \| 1 \| Backstreet Boys \| Incomplete Jess Clayton Cates, Dan Muckala, Lindy Robbins, Harriet Isabel Breer, Robert D. Dusari, Kari Meredyth Kimmel, Calvin C. Gaines, William E. Lee \| – \| \| 3. Juli 2005 – 16. Juli 2005 2 Wochen \| 2 \| Mariah Carey \| We Belong Together Jermaine Dupri Mauldin, Manuel Lonnie Seal Jr., Johntá M. Austin, Mariah Carey, Darnell Bristol, Kenneth B. Edmonds, Sidney DeWayne Johnson, Patrick L. Moten, Sandra E. Sully, Bobby Womack \| – \| \| 17. Juli 2005 – 30. Juli 2005 2 Wochen (insgesamt 3) \| 3 \| Akon \| Lonely Gene Allen, Bobby Vinton \| – \| \| 31. Juli 2005 – 20. August 2005 3 Wochen \| 3 \| Crazy Frog \| Axel F Harold Faltermeier \| – \| \| 21. August 2005 – 27. August 2005 1 Woche (insgesamt 3) \| 3 \| Akon \| Lonely Gene Allen, Bobby Vinton \| – \| \| 28. August 2005 – 3. September 2005 1 Woche \| 1 \| 2 Pac feat. Elton John \| Ghetto Gospel Tupac Amaru Shakur, Deon Evans, Marshall B. Mathers III, Luis Edgardo Resto, Elton John, Bernie Taupin \| – \| \| 4. September 2005 – 1. Oktober 2005 4 Wochen (insgesamt 7) \| 7 \| The Pussycat Dolls feat. Busta Rhymes \| Don’t Cha Thomas DeCarlo Callaway, Ray Anthony \| – \| \| 2. Oktober 2005 – 15. Oktober 2005 2 Wochen \| 2 \| Shannon Noll \| Shine Matthew R. T. Gerrard, Andy John Stochansky \| – \| \| 16. Oktober 2005 – 29. Oktober 2005 2 Wochen (insgesamt 7) \| 7 \| The Pussycat Dolls feat. Busta Rhymes \| Don’t Cha Thomas DeCarlo Callaway, Ray Anthony \| – \| \| 30. Oktober 2005 – 19. November 2005 3 Wochen \| 3 \| Kanye West feat. Jamie Foxx \| Gold Digger Renald J. Richard, Kanye Omari West, Ray Charles \| – \| \| 20. November 2005 – 26. November 2005 1 Woche \| 1 \| Madonna \| Hung Up Madonna Louise Ciccone, Stuart David Price, Benny Goarn Bror Andersson, Björn K. Ulvaeus \| – \| \| 27. November 2005 – 10. Dezember 2005 2 Wochen \| 2 \| The Black Eyed Peas \| My Humps David Payton, William Adams \| – \| \| 11. Dezember 2005 – 24. Dezember 2005 2 Wochen \| 2 \| Kate DeAraugo \| Maybe Tonight Dave Bassett, Jess Cates, Lindy Robbins \| – \| \| 25. Dezember 2005 – 28. Januar 2006 5 Wochen \| 5 \| Lee Harding \| Wasabi / Eye of the Tiger Adrian Hannan, Barbara Hannan, Emma Graham, Tommy Rando / Frank Sullivan, Jim Peterik \| – \| |                                          |                                                     | |                           |
| ← 2004 |                                          |                                                     | | → 2006 →                  |
| Zeitraum | Wo. ges.                                 | Interpret                                           | Titel Autor(en) | Zusätzliche Informationen |
| (Zeitraum, Wochen auf Platz eins, Interpret, Titel, Autor[en], zusätzliche Informationen) |                                          |                                                     | |                           |
| 26. Dezember 2004 – 29. Januar 2005 5 Wochen | 5                                        | Anthony Callea                                      | The Prayer David W. Foster, Carole Bayer Sager | –                         |
| 30. Januar 2005 – 12. Februar 2005 2 Wochen | 2                                        | Nitty                                               | Nasty Girl Jeff Barry, Frank L. Ross, Andy Kim | –                         |
| 13. Februar 2005 – 19. März 2005 5 Wochen | 5                                        | Nelly feat. Tim McGraw                              | Over and Over James Darrell Hargrove II, Jayson Riley Bridges, Cornell Haynes | –                         |
| 20. März 2005 – 26. März 2005 1 Woche | 1                                        | Brian McFadden & Delta Goodrem                      | Almost Here Brian McFadden, Mark Philip Taylor, Paul Michael Barry | –                         |
| 27. März 2005 – 9. April 2005 2 Wochen | 2                                        | Anthony Callea                                      | Rain / Bridge over Troubled Water Savan Kotecha, Andreas Romdhane, Josef Larossi / Paul Simon | –                         |
| 10. April 2005 – 7. Mai 2005 4 Wochen | 4                                        | Jesse McCartney                                     | Beautiful Soul Andrew Creighton Dodd, Adam Matthew Watts | –                         |
| 8. Mai 2005 – 21. Mai 2005 2 Wochen | 2                                        | Snoop Dogg feat. Charlie Wilson & Justin Timberlake | Signs Lonnie Simmons, Rudy Taylor, Charlie Wilson, Calvin Broadus, Chad Hugo, Pharrell L. Williams | –                         |
| 22. Mai 2005 – 28. Mai 2005 1 Woche | 1                                        | Will Smith                                          | Switch Willard C. Smith, Lennie de Juan Bennett, Kwamé B. Holland | –                         |
| 29. Mai 2005 – 4. Juni 2005 1 Woche (insgesamt 3) | 3                                        | The Black Eyed Peas                                 | Don’t Phunk with My Heart William Adams, Priese Prince Lamont Board, George Pajon Jr., Kalyanji V. Shah, Anandji V. Shah, Brian P. George, Curtis T. Bedeau, Gerard R. Charles, Hugh L. Clarke, Paul A. George, Lucien J. George Jr., Cleveland Bell IV, Victor May, Stacy Ferguson | –                         |
| 5. Juni 2005 – 11. Juni 2005 1 Woche | 1                                        | Gwen Stefani                                        | Hollaback Girl Gwen Renee Stefani, Pharrell L. Williams | –                         |
| 12. Juni 2005 – 25. Juni 2005 2 Wochen (insgesamt 3) | 3                                        | The Black Eyed Peas                                 | Don’t Phunk with My Heart William Adams, Priese Prince Lamont Board, George Pajon Jr., Kalyanji V. Shah, Anandji V. Shah, Brian P. George, Curtis T. Bedeau, Gerard R. Charles, Hugh L. Clarke, Paul A. George, Lucien J. George Jr., Cleveland Bell IV, Victor May, Stacy Ferguson | –                         |
| 26. Juni 2005 – 2. Juli 2005 1 Woche | 1                                        | Backstreet Boys                                     | Incomplete Jess Clayton Cates, Dan Muckala, Lindy Robbins, Harriet Isabel Breer, Robert D. Dusari, Kari Meredyth Kimmel, Calvin C. Gaines, William E. Lee | –                         |
| 3. Juli 2005 – 16. Juli 2005 2 Wochen | 2                                        | Mariah Carey                                        | We Belong Together Jermaine Dupri Mauldin, Manuel Lonnie Seal Jr., Johntá M. Austin, Mariah Carey, Darnell Bristol, Kenneth B. Edmonds, Sidney DeWayne Johnson, Patrick L. Moten, Sandra E. Sully, Bobby Womack                                                                     | –                         |
| 17. Juli 2005 – 30. Juli 2005 2 Wochen (insgesamt 3) | 3                                        | Akon                                                | Lonely Gene Allen, Bobby Vinton | –                         |
| 31. Juli 2005 – 20. August 2005 3 Wochen | 3                                        | Crazy Frog                                          | Axel F Harold Faltermeier | –                         |
| 21. August 2005 – 27. August 2005 1 Woche (insgesamt 3) | 3                                        | Akon                                                | Lonely Gene Allen, Bobby Vinton | –                         |
| 28. August 2005 – 3. September 2005 1 Woche | 1                                        | 2 Pac feat. Elton John                              | Ghetto Gospel Tupac Amaru Shakur, Deon Evans, Marshall B. Mathers III, Luis Edgardo Resto, Elton John, Bernie Taupin | –                         |
| 4. September 2005 – 1. Oktober 2005 4 Wochen (insgesamt 7) | 7                                        | The Pussycat Dolls feat. Busta Rhymes               | Don’t Cha Thomas DeCarlo Callaway, Ray Anthony | –                         |
| 2. Oktober 2005 – 15. Oktober 2005 2 Wochen | 2                                        | Shannon Noll                                        | Shine Matthew R. T. Gerrard, Andy John Stochansky | –                         |
| 16. Oktober 2005 – 29. Oktober 2005 2 Wochen (insgesamt 7) | 7                                        | The Pussycat Dolls feat. Busta Rhymes               | Don’t Cha Thomas DeCarlo Callaway, Ray Anthony | –                         |
| 30. Oktober 2005 – 19. November 2005 3 Wochen | 3                                        | Kanye West feat. Jamie Foxx                         | Gold Digger Renald J. Richard, Kanye Omari West, Ray Charles | –                         |
| 20. November 2005 – 26. November 2005 1 Woche | 1                                        | Madonna                                             | Hung Up Madonna Louise Ciccone, Stuart David Price, Benny Goarn Bror Andersson, Björn K. Ulvaeus | –                         |
| 27. November 2005 – 10. Dezember 2005 2 Wochen | 2                                        | The Black Eyed Peas                                 | My Humps David Payton, William Adams | –                         |
| 11. Dezember 2005 – 24. Dezember 2005 2 Wochen | 2                                        | Kate DeAraugo                                       | Maybe Tonight Dave Bassett, Jess Cates, Lindy Robbins | –                         |
| 25. Dezember 2005 – 28. Januar 2006 5 Wochen | 5                                        | Lee Harding                                         | Wasabi / Eye of the Tiger Adrian Hannan, Barbara Hannan, Emma Graham, Tommy Rando / Frank Sullivan, Jim Peterik | –                         |

## Alben
| ← 2004 ← | Liste der Nummer-eins-Hits in Australien | Liste der Nummer-eins-Hits in Australien | Liste der Nummer-eins-Hits in Australien | 2006 →                    |
| \| Zeitraum \| Wo. ges. \| Interpret \| Titel \| Zusätzliche Informationen \| \| (Zeitraum, Wochen auf Platz eins, Interpret, Titel, zusätzliche Informationen) \| \| \| \| \| \| ------------------------------------------------------------------------------ \| -------- \| ------------------- \| ---------------------------- \| ------------------------- \| \| 6. Dezember 2004 – 16. Januar 2005 6 Wochen (insgesamt 9) \| 9 \| Robbie Williams \| Greatest Hits \| – \| \| 17. Januar 2005 – 13. Februar 2005 4 Wochen (insgesamt 7) \| 7 \| Missy Higgins \| The Sound of White \| – \| \| 14. Februar 2005 – 27. Februar 2005 2 Wochen \| 2 \| Gwen Stefani \| Love, Angel, Music, Baby \| – \| \| 28. Februar 2005 – 6. März 2005 1 Woche \| 1 \| The Killers \| Hot Fuss \| – \| \| 7. März 2005 – 3. April 2005 4 Wochen \| 4 \| Jack Johnson \| In Between Dreams \| – \| \| 4. April 2005 – 24. April 2005 3 Wochen \| 3 \| Anthony Callea \| Anthony Callea \| – \| \| 25. April 2005 – 1. Mai 2005 1 Woche \| 1 \| The Cat Empire \| Two Shoes \| – \| \| 2. Mai 2005 – 8. Mai 2005 1 Woche \| 1 \| Rob Thomas \| … Something to Be \| – \| \| 9. Mai 2005 – 22. Mai 2005 2 Wochen \| 2 \| Il Divo \| Il Divo \| – \| \| 23. Mai 2005 – 29. Mai 2005 1 Woche (insgesamt 7) \| 7 \| Missy Higgins \| The Sound of White \| – \| \| 30. Mai 2005 – 5. Juni 2005 1 Woche \| 1 \| System of a Down \| Mezmerize \| – \| \| 6. Juni 2005 – 12. Juni 2005 1 Woche (insgesamt 3) \| 3 \| The Black Eyed Peas \| Monkey Business \| – \| \| 13. Juni 2005 – 19. Juni 2005 1 Woche \| 1 \| Coldplay \| X & Y \| – \| \| 20. Juni 2005 – 24. Juli 2005 5 Wochen \| 5 \| Foo Fighters \| In Your Honor \| – \| \| 25. Juli 2005 – 14. August 2005 3 Wochen \| 3 \| Jimmy Barnes \| Double Happiness \| – \| \| 15. August 2005 – 28. August 2005 2 Wochen (insgesamt 3) \| 3 \| The Black Eyed Peas \| Monkey Business \| – \| \| 29. August 2005 – 25. September 2005 4 Wochen (insgesamt 12) \| 12 \| James Blunt \| Back to Bedlam \| – \| \| 26. September 2005 – 2. Oktober 2005 1 Woche \| 1 \| Bon Jovi \| Have a Nice Day \| – \| \| 3. Oktober 2005 – 23. Oktober 2005 3 Wochen \| 3 \| Pete Murray \| See the Sun \| – \| \| 24. Oktober 2005 – 30. Oktober 2005 1 Woche \| 1 \| Shannon Noll \| Lift \| – \| \| 31. Oktober 2005 – 6. November 2005 1 Woche \| 1 \| Robbie Williams \| Intensive Care \| – \| \| 7. November 2005 – 13. November 2005 1 Woche \| 1 \| Bernard Fanning \| Tea & Sympathy \| – \| \| 14. November 2005 – 20. November 2005 1 Woche (insgesamt 3) \| 3 \| Il Divo \| Ancora \| – \| \| 21. November 2005 – 27. November 2005 1 Woche \| 1 \| Madonna \| Confessions on a Dance Floor \| – \| \| 28. November 2005 – 11. Dezember 2005 2 Wochen (insgesamt 3) \| 3 \| Il Divo \| Ancora \| – \| \| 12. Dezember 2005 – 18. Dezember 2005 1 Woche (insgesamt 2) \| 2 \| Eminem \| Curtain Call: The Hits \| – \| \| 19. Dezember 2005 – 1. Januar 2006 2 Wochen (insgesamt 3) \| 3 \| Human Nature \| Reach Out: The Motown Record \| – \| |                                          |                                          |                                          |                           |
| ← 2004 |                                          |                                          |                                          | → 2006 →                  |
| Zeitraum | Wo. ges.                                 | Interpret                                | Titel                                    | Zusätzliche Informationen |
| (Zeitraum, Wochen auf Platz eins, Interpret, Titel, zusätzliche Informationen) |                                          |                                          |                                          |                           |
| 6. Dezember 2004 – 16. Januar 2005 6 Wochen (insgesamt 9) | 9                                        | Robbie Williams                          | Greatest Hits                            | –                         |
| 17. Januar 2005 – 13. Februar 2005 4 Wochen (insgesamt 7) | 7                                        | Missy Higgins                            | The Sound of White                       | –                         |
| 14. Februar 2005 – 27. Februar 2005 2 Wochen | 2                                        | Gwen Stefani                             | Love, Angel, Music, Baby                 | –                         |
| 28. Februar 2005 – 6. März 2005 1 Woche | 1                                        | The Killers                              | Hot Fuss                                 | –                         |
| 7. März 2005 – 3. April 2005 4 Wochen | 4                                        | Jack Johnson                             | In Between Dreams                        | –                         |
| 4. April 2005 – 24. April 2005 3 Wochen | 3                                        | Anthony Callea                           | Anthony Callea                           | –                         |
| 25. April 2005 – 1. Mai 2005 1 Woche | 1                                        | The Cat Empire                           | Two Shoes                                | –                         |
| 2. Mai 2005 – 8. Mai 2005 1 Woche | 1                                        | Rob Thomas                               | … Something to Be                        | –                         |
| 9. Mai 2005 – 22. Mai 2005 2 Wochen | 2                                        | Il Divo                                  | Il Divo                                  | –                         |
| 23. Mai 2005 – 29. Mai 2005 1 Woche (insgesamt 7) | 7                                        | Missy Higgins                            | The Sound of White                       | –                         |
| 30. Mai 2005 – 5. Juni 2005 1 Woche | 1                                        | System of a Down                         | Mezmerize                                | –                         |
| 6. Juni 2005 – 12. Juni 2005 1 Woche (insgesamt 3) | 3                                        | The Black Eyed Peas                      | Monkey Business                          | –                         |
| 13. Juni 2005 – 19. Juni 2005 1 Woche | 1                                        | Coldplay                                 | X & Y                                    | –                         |
| 20. Juni 2005 – 24. Juli 2005 5 Wochen | 5                                        | Foo Fighters                             | In Your Honor                            | –                         |
| 25. Juli 2005 – 14. August 2005 3 Wochen | 3                                        | Jimmy Barnes                             | Double Happiness                         | –                         |
| 15. August 2005 – 28. August 2005 2 Wochen (insgesamt 3) | 3                                        | The Black Eyed Peas                      | Monkey Business                          | –                         |
| 29. August 2005 – 25. September 2005 4 Wochen (insgesamt 12) | 12                                       | James Blunt                              | Back to Bedlam                           | –                         |
| 26. September 2005 – 2. Oktober 2005 1 Woche | 1                                        | Bon Jovi                                 | Have a Nice Day                          | –                         |
| 3. Oktober 2005 – 23. Oktober 2005 3 Wochen | 3                                        | Pete Murray                              | See the Sun                              | –                         |
| 24. Oktober 2005 – 30. Oktober 2005 1 Woche | 1                                        | Shannon Noll                             | Lift                                     | –                         |
| 31. Oktober 2005 – 6. November 2005 1 Woche | 1                                        | Robbie Williams                          | Intensive Care                           | –                         |
| 7. November 2005 – 13. November 2005 1 Woche | 1                                        | Bernard Fanning                          | Tea & Sympathy                           | –                         |
| 14. November 2005 – 20. November 2005 1 Woche (insgesamt 3) | 3                                        | Il Divo                                  | Ancora                                   | –                         |
| 21. November 2005 – 27. November 2005 1 Woche | 1                                        | Madonna                                  | Confessions on a Dance Floor             | –                         |
| 28. November 2005 – 11. Dezember 2005 2 Wochen (insgesamt 3) | 3                                        | Il Divo                                  | Ancora                                   | –                         |
| 12. Dezember 2005 – 18. Dezember 2005 1 Woche (insgesamt 2) | 2                                        | Eminem                                   | Curtain Call: The Hits                   | –                         |
| 19. Dezember 2005 – 1. Januar 2006 2 Wochen (insgesamt 3) | 3                                        | Human Nature                             | Reach Out: The Motown Record             | –                         |

## Jahreshitparaden
| ← 2004 ← | Liste der Nummer-eins-Hits in Australien | Liste der Nummer-eins-Hits in Australien | Liste der Nummer-eins-Hits in Australien | 2006 →   |
| \| Singles \| Position# \| Alben \| \| ------------------------------------------------------------------------------------------------------------------------------------------------------------------------------------------------------------------------------------------------------------------------------------------------------- \| --------- \| ------------------------------------- \| \| The Prayer Anthony Callea David W. Foster, Carole Bayer Sager \| 1 \| The Sound of White Missy Higgins \| \| Don’t Cha The Pussycat Dolls feat. Busta Rhymes Thomas DeCarlo Callaway, Ray Anthony \| 2 \| Breakaway Kelly Clarkson \| \| Lonely Akon Gene Allen, Bobby Vinton \| 3 \| It’s Time Michael Bublé \| \| Axel F Crazy Frog Harold Faltermeier \| 4 \| Love, Angel, Music, Baby Gwen Stefani \| \| Over and Over Nelly feat. Tim McGraw James Darrell Hargrove II, Jayson Riley Bridges, Cornell Haynes \| 5 \| Monkey Business The Black Eyed Peas \| \| Switch Will Smith Willard C. Smith, Lennie de Juan Bennett, Kwamé B. Holland \| 6 \| American Idiot Green Day \| \| Let Me Love You Mario Scott Spencer Storch, Kameron Houff, Shaffer Smith \| 7 \| In Between Dreams Jack Johnson \| \| Nasty Girl Nitty Jeff Barry, Frank L. Ross, Andy Kim \| 8 \| X & Y Coldplay \| \| Feel Good Inc. Gorillaz Damon Albarn, Jamie Christopher Hewlett, Brian Joseph Burton, David Jude Jolicœur \| 9 \| Back to Bedlam James Blunt \| \| Don’t Phunk with My Heart The Black Eyed Peas William Adams, Priese Prince Lamont Board, George Pajon Jr., Kalyanji V. Shah, Anandji V. Shah, Brian P. George, Curtis T. Bedeau, Gerard R. Charles, Hugh L. Clarke, Paul A. George, Lucien J. George Jr., Cleveland Bell IV, Victor May, Stacy Ferguson \| 10 \| In Your Honor Foo Fighters \| |                                          |                                          |                                          |          |
| ← 2004 |                                          |                                          |                                          | → 2006 → |
| Singles | Position#                                | Alben                                    |                                          |          |
| The Prayer Anthony Callea David W. Foster, Carole Bayer Sager | 1                                        | The Sound of White Missy Higgins         |                                          |          |
| Don’t Cha The Pussycat Dolls feat. Busta Rhymes Thomas DeCarlo Callaway, Ray Anthony | 2                                        | Breakaway Kelly Clarkson                 |                                          |          |
| Lonely Akon Gene Allen, Bobby Vinton | 3                                        | It’s Time Michael Bublé                  |                                          |          |
| Axel F Crazy Frog Harold Faltermeier | 4                                        | Love, Angel, Music, Baby Gwen Stefani    |                                          |          |
| Over and Over Nelly feat. Tim McGraw James Darrell Hargrove II, Jayson Riley Bridges, Cornell Haynes | 5                                        | Monkey Business The Black Eyed Peas      |                                          |          |
| Switch Will Smith Willard C. Smith, Lennie de Juan Bennett, Kwamé B. Holland | 6                                        | American Idiot Green Day                 |                                          |          |
| Let Me Love You Mario Scott Spencer Storch, Kameron Houff, Shaffer Smith | 7                                        | In Between Dreams Jack Johnson           |                                          |          |
| Nasty Girl Nitty Jeff Barry, Frank L. Ross, Andy Kim | 8                                        | X & Y Coldplay                           |                                          |          |
| Feel Good Inc. Gorillaz Damon Albarn, Jamie Christopher Hewlett, Brian Joseph Burton, David Jude Jolicœur | 9                                        | Back to Bedlam James Blunt               |                                          |          |
| Don’t Phunk with My Heart The Black Eyed Peas William Adams, Priese Prince Lamont Board, George Pajon Jr., Kalyanji V. Shah, Anandji V. Shah, Brian P. George, Curtis T. Bedeau, Gerard R. Charles, Hugh L. Clarke, Paul A. George, Lucien J. George Jr., Cleveland Bell IV, Victor May, Stacy Ferguson | 10                                       | In Your Honor Foo Fighters               |                                          |          |